# Matheus Pereira
Matheus Fellipe Costa Pereira (ur. 5 maja 1996 w Belo Horizonte) – brazylijski piłkarz z obywatelstwem portugalskim występujący na pozycji ofensywnego pomocnika lub skrzydłowego, reprezentant Brazylii, od 2023 roku zawodnik Cruzeiro.
Około dwunastego roku życia przeprowadził się z Brazylii do Portugalii, niedługo po swoich rodzicach, którzy wyemigrowali tam wcześniej.